# Northwest Arkansas Regional Airport

i7
i11
i13
Der Northwest Arkansas National Airport (IATA-Code: XNA, ICAO-Code: KXNA, FAA-LID: XNA)  ist ein Regionalflughafen im US-Bundesstaat Arkansas, der die Fayetteville-Springdale-Rogers Metropolitan Area bedient. Ein großer Teil des Verkehrs wird durch den Sitz des Walmart-Konzerns in Bentonville verursacht.

## Lage und Verkehrsanbindung
Der Northwest Arkansas National Airport liegt 13 Kilometer südwestlich des Stadtzentrums von Bentonville, 17 Kilometer südwestlich des Stadtzentrums von Rogers, 18 Kilometer nordwestlich des Stadtzentrums von Springdale und 27 Kilometer nordwestlich des Stadtzentrums von Fayetteville. Er befindet sich auf dem Gebiet des Ortes Highfill. Nördlich des Flughafens verläuft die Arkansas State Route 12 und südlich des Flughafens die Arkansas State Route 264. Die nächstgelegene Interstate ist die Interstate 49, welche einige Kilometer östlich verläuft. Der Northwest Arkansas National Airport ist nicht in den öffentlichen Personennahverkehr eingebunden, Fluggäste müssen auf Mietwagen, Taxis und ähnliche Angebote zurückgreifen.

## Geschichte
Der Flughafen wurde am 1. November 1998 unter dem Namen Northwest Arkansas Regional Airport als Ersatz für den Flughafen Fayetteville eröffnet, dessen Kapazitäten nicht mehr ausreichend waren. Im Dezember 2019 wurde die Umbenennung in Northwest Arkansas National Airport beschlossen, zudem benannte sich die Flughafenbetreiberin Northwest Arkansas Regional Airport Authority in Northwest Arkansas National Airport Authority um. Später wurde die westliche Rollbahn zu einer zweiten Start- und Landebahn ausgebaut.

## Fluggesellschaften und Ziele
Der Northwest Arkansas National Airport wird von Allegiant Air, American Airlines/American Eagle, Breeze Airways, Delta Air Lines/Delta Connection, Frontier Airlines und United Express genutzt. Es werden 22 Ziele in den Vereinigten Staaten angeflogen, darunter insbesondere die Drehkreuze der einzelnen Fluggesellschaften.

## Verkehrszahlen
| Jahr | Fluggastaufkommen | Luftfracht (Tonnen) (mit Luftpost) | Flugbewegungen (mit Militär) |
| ---- | ----------------- | ---------------------------------- | ---------------------------- |
| 2022 | 1.682.351         | 26                                 | 42.690                       |
| 2021 | 1.234.328         | 27                                 | 38.488                       |
| 2020 | 721.107           | 16                                 | 29.324                       |
| 2019 | 1.846.374         | 32                                 | 71.094                       |
| 2018 | 1.574.610         | 34                                 | 44.370                       |
| 2017 | 1.438.922         | 46                                 | 46.740                       |
| 2016 | 1.396.738         | 76                                 | 41.676                       |
| 2015 | 1.295.235         | 68                                 | 38.421                       |
| 2014 | 1.276.851         | 51                                 | 39.695                       |
| 2013 | 1.160.032         | 39                                 | 40.810                       |
| 2012 | 1.135.023         | 25                                 | 43.609                       |
| 2011 | 1.127.909         | 27                                 | 42.414                       |
| 2010 | 1.139.801         | 44                                 | 44.960                       |
| 2009 | 1.083.638         | 89                                 | 44.568                       |
| 2008 | 1.146.954         | 115                                | 47.975                       |
| 2007 | 1.200.122         | 104                                | 55.193                       |
| 2006 | 1.172.049         | 74                                 | 53.522                       |
| 2005 | 1.168.858         | 135                                | 55.091                       |
| 2004 | 1.018.481         | 158                                | 49.378                       |
| 2003 | 892.489           | 149                                | 44.259                       |
| 2002 | 786.948           | 169                                | 36.653                       |
| 2001 | 743.822           | 162                                | 40.426                       |
| 2000 | 725.175           | 153                                | 40.169                       |
| 1999 | 653.022           | 93                                 | 38.553                       |
| 1998 | 53.565            | 3                                  | 5.238                        |

### Verkehrsreichste Strecken
| Rang | Stadt                        | Passagiere | Fluggesellschaft    |
| ---- | ---------------------------- | ---------- | ------------------- |
| 01   | Dallas/Fort Worth, Texas     | 171.330    | American            |
| 02   | Chicago–O’Hare, Illinois     | 105.250    | American, United    |
| 03   | Atlanta, Georgia             | 101.420    | Delta               |
| 04   | Charlotte, North Carolina    | 81.580     | American            |
| 05   | Denver, Colorado             | 65.380     | Frontier, United    |
| 06   | New York-LaGuardia, New York | 43.090     | American            |
| 07   | Houston–Bush, Texas          | 38.390     | United              |
| 08   | Los Angeles, Kalifornien     | 26.790     | American, Allegiant |
| 09   | Las Vegas, Nevada            | 26.360     | Allegiant           |
| 10   | Orlando–Sanford, Florida     | 20.220     | Allegiant           |